# هیزلمیر (باکینگهام‌شر)
هیزلمیر (به انگلیسی: Hazlemere) یک محله مدنی و روستا در بریتانیا است که در Wycombe واقع شده‌است. هیزلمیر ۹٬۳۵۰ نفر جمعیت دارد.